# Джиниезе
Джиниѐзе (на италиански: Gignese) е село и община в Северна Италия, провинция Вербано-Кузио-Осола, регион Пиемонт. Разположено е на 707 m надморска височина. Населението на общината е 963 души (към 2010 г.).